# Darius Liutikas
Darius Liutikas (* 10. November 1977 in Šiauliai) ist ein litauischer Beamter und Politiker, seit 2018 Vizeminister am Landwirtschaftsministerium Litauens.

## Leben
Nach dem Abitur 1996 an der Mittelschule Šiauliai absolvierte Liutikas von 1996 bis 2000 das Bachelorstudium der Geographie, 2000–2002 das Masterstudium der Soziologie an der Vilniaus universitetas in Vilnius. Er promovierte in Soziologie bei Socialinių tyrimų institutas. Danach arbeitete er 15 Jahre am Landwirtschaftsministerium Litauens.
Seit 2018 ist er Vizeminister, Stellvertreter des Agrarministers Surplys im Kabinett Skvernelis.
Er war Mitglied der  Lietuvių tautinio jaunimo organizacija "Jaunoji Karta".
Er spricht englisch und russisch.